# Tschetwerik

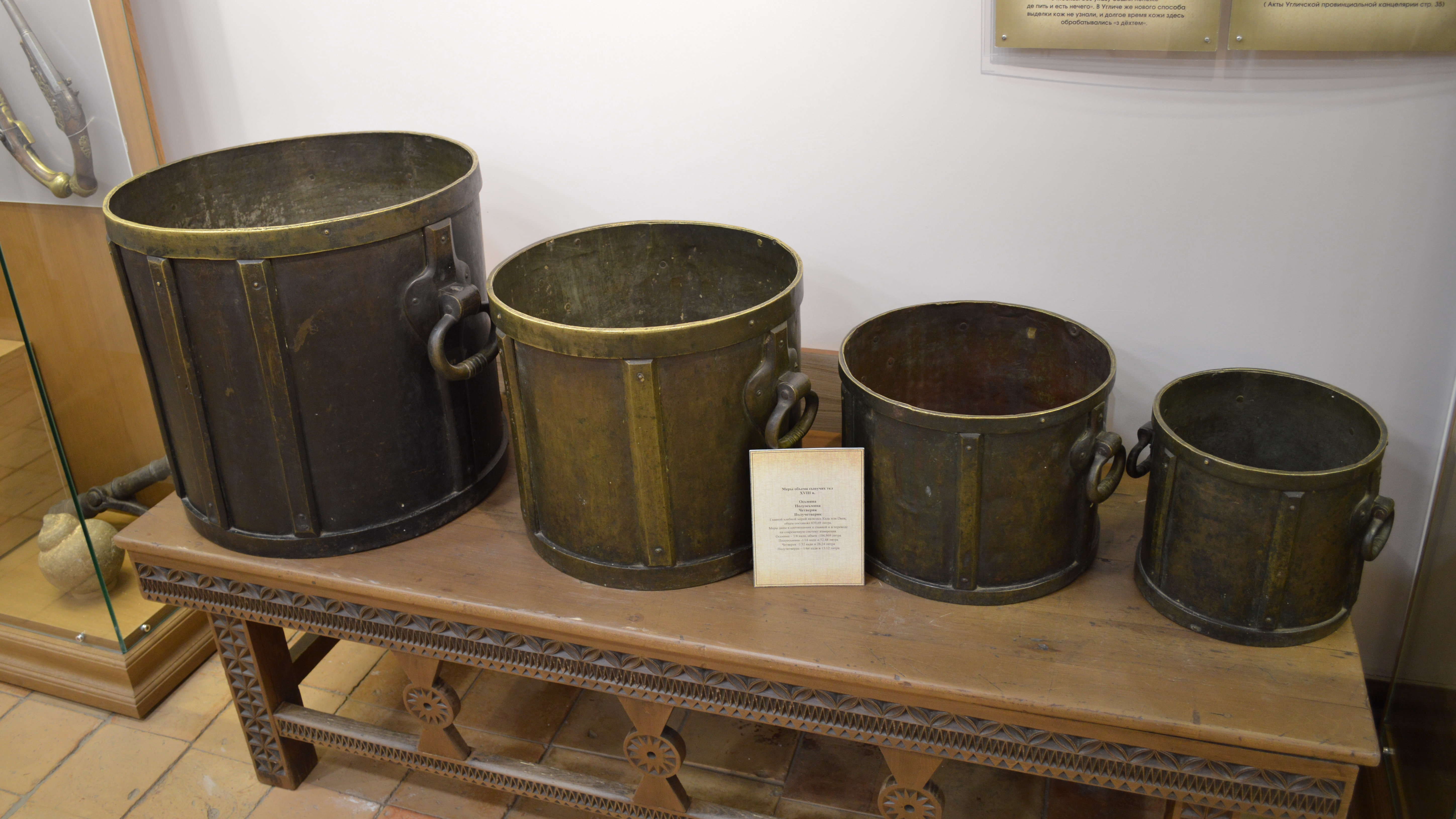
Osmina, poluosmina, tschetwerik, polutschetwerik.

Der Tschetwerik (russisch четверик) war ein russisches Volumen- und Getreidemaß.
- 1 Tschetwerik = 8 Garnetz = 1226 Pariser Kubikzoll = 24 ½ Liter
- 2 Tschetwerik = 1 Pajock/Pajok
- 4 Tschetwerik = 1 Osmina
- 8 Tschetwerik = 1 Tschetwert
- 10 Tschetwerik = 1 Kuhl/Sack